# William Louis Abbott
William Louis Abbott, född 23 februari 1860 i Philadelphia, död 2 april 1936 i Maryland, var en amerikansk läkare och naturforskare.
Abbott fick sin utbildning vid University of Pennsylvania och han var sedan kirurg i London. Han avslutade sin sysselsättning inom medicinen och använde sin rikedom för att utföra forskningsresor. Redan som student skapade han en samling av naturföremål från Iowa och Dakota. Abbott besökte Kuba, östra Afrika och Sydostasien. Han överlämnade de flesta insamlade däggdjur till National Museum of Natural History. Mellan 1890 och 1891 publicerades hans verk Ethnological Collections in the United States National Museum from Kilima-Njaro, East Africa.
Flera djur är uppkallade efter William Louis Abbott, bland annat Abbotts dykare (Cephalophus spadix), en underart till Müllers gibbon (Hylobates muelleri), fågelarten rostgumpad timalia (Turdinus abbotti) och geckoödlan Phelsuma abbotti.